# Craspedosis brachytona
Craspedosis brachytona là một loài bướm đêm trong họ Geometridae.